# Lycosa abnormis
Lycosa abnormis este o specie de păianjeni din genul Lycosa, familia Lycosidae, descrisă de Guy, 1966. Conform Catalogue of Life specia Lycosa abnormis nu are subspecii cunoscute.